# Verghereto
Verghereto là một đô thị ở tỉnh Forlì-Cesena trong vùng Emilia-Romagna của Ý, có cự ly khoảng 90 km về phía đông nam của Bologna và khoảng 50 km về phía nam của Forlì. Tại thời điểm ngày 31 tháng 12 năm 2004, đô thị này có dân số 2.017 người và diện tích là 117,8 km².
Đô thị Verghereto có các frazioni (đơn vị trực thuộc, chủ yếu là các làng) Alfero, Balze, Capanna, Castellane, Castelpriore, Ceregiacoli, Colorio, Corneto, Donicilio, Falera, La Strada, Mazzi, Montecoronaro, Montione, Nasseto, Para, Pastorale, Pereto, Piantrebbio, Renicci, Riofreddo, Ronco dell'Asino, S. Alessio, Tavolicci, Trappola, Velle, Villa di Corneto, và Ville di Montecoronaro.
Verghereto giáp các đô thị: Badia Tedalda, Bagno di Romagna, Casteldelci, Chiusi della Verna, Pieve Santo Stefano, Sant'Agata Feltria, Sarsina.